# Basket 99 Cremona
L'Associazione Sportiva Dilettantistica A.S.S.I. Basket 99 Cremona è una società di pallacanestro femminile italiana della città di Cremona.

## Storia
Erede della storica società femminile Associazione Sportiva Sant'Imerio (da cui l'acronimo A.S.S.I), rinasce nel 2008 partendo dalla Serie C. Nel giro di due stagioni, la squadra viene promossa prima in Serie B2, poi in Serie B1. Al termine della stagione 2011-12, acquista il titolo di Serie A2.
Nella stagione 2012-13 ha disputato il suo primo campionato cadetto con il nome di Manzi Estintori Cremona, retrocedendo in Serie A3. Rinuncia poi all'iscrizione per problemi economici.